# Burg Stendal
Die Burg Stendal ist eine abgegangene Burg auf dem heutigen Stadtgebiet von Stendal in Sachsen-Anhalt.
Die Burg Stendal, genauer gesagt der Burggraf, wurde erstmals Mitte des 12. Jahrhunderts erwähnt. Es wird allerdings vermutet, dass die Burg bereits im 10. Jahrhundert errichtet wurde um wichtige Straßen und das Hinterland des Elbübergangs bei Tangermünde zu schützen.
Im Gegensatz zur genauen Entstehungszeit ist die Lage der Burg  bekannt. Im Jahre 1188 wurde die erste Stiftskirche innerhalb der Wallanlagen der Burg errichtet, an derselben Stelle an der heute der Stendaler Dom steht. Dies spricht dafür, dass die Burganlage relativ groß gewesen sein muss. Trotzdem sind heute keine Überreste mehr zu finden. Als ehemaliger Besitzer wird auch Markgraf Otto II. genannt.
Wann genau die Burg und ihre Wälle abgetragen wurden lässt sich ebenfalls nicht genau festhalten. Bis zum Jahr 1215 muss sie allerdings noch bestanden haben. Zumindest gab es zu dieser Zeit noch einen Burggrafen, auch wenn die Stadt Stendal schon nicht mehr seiner Gerichtsbarkeit unterlag. Wahrscheinlich ist ein Abbruch im Zuge des Baus der Stadtwehranlagen am Ende des 13. Jahrhunderts.